# Paracentropus
Paracentropus là một chi bướm đêm thuộc họ Noctuidae.